# Watashi no otoko
Pour plus de détails, voir Fiche technique et Distribution.
Watashi no otoko (私の男) est un film japonais réalisé par Kazuyoshi Kumakiri, sorti en 2014.
Il s'agit d'une adaptation du roman Watashi no Otoko de Kazuki Sakuraba,.
Le film reçoit le Prix Mainichi du meilleur film 2014. Il remporte également le Grand Prix du 36e Festival international du film de Moscou, et Tadanobu Asano reçoit la récompense du meilleur acteur. Fumi Nikaidō a remporté le Rising Star Award au festival du film asiatique de New York et la récompense pour la meilleure actrice aux 6e TAMA Film Awards.

## Synopsis
La jeune Hana, qui a tout perdu dans un tremblement de terre et un tsunami doit s'occuper d'un parent nommé Jungo. Mais Hana grandit et en tombe amoureuse...

## Fiche technique
- Titre original : 私の男, (Watashi no otoko)
- Réalisation : Kazuyoshi Kumakiri
- Scénario : Takashi Ujita, d'après le roman Watashi no otoko de Kazuki Sakuraba
- Photographie : Ryuto Kondo
- Montage : Zenzuke Hori
- Musique : Jim O'Rourke
- Pays de production :  Japon
- Langue : Japonais
- Budget : ¥19.4 millions (Japan)
- Dates de sortie :  14 juin 2014

## Distribution
- Fumi Nikaidō : Hana Kusarino
- Tadanobu Asano : Jungo Kusarino
- Kengo Kōra : Yoshiro Ozaki
- Mochika Yamada : Hana (à 10 ans)